# Магеррамзаде, Алибала Саттар оглы
Алибала Саттар оглы Магеррамзаде (азерб. Əlibala Səttar oğlu Məhərrəmzadə; род. 9 августа 1976, Губа) — государственный и политический деятель Азербайджана. Депутат Милли Меджлиса Азербайджанской Республики VII созыва. Кандидат экономических наук, профессор. Писатель. 

## Биография
Родился Алибала Магеррамзаде 9 августа 1976 году в Губе, Азербайджанской ССР.
В 1997 году завершил обучение в институте управления народным хозяйством. В 1999 году окончил обучение в Стамбульском университете на факультете экономики. Получил ученую степень кандидата экономических наук. Является автором научных трудов, издал книги по экономике. Автор художественных текстов на азербайджанском языке.
В 2010 году являлся кандидатом в депутаты Милли Меджлиса Азербайджанской Республики в избирательном округе № 20.
Член Союза писателей Азербайджана. Член Национальной Академии наук Украины и почётный член Украинского Союза писателей.
В браке не состоит, воспитывает четверых детей.

## Политическая деятельность
В 2024 году на парламентских выборах в Азербайджане, которые состоялись 1 сентября, одержал победу в Губинском избирательном округе № 59. Официально избран депутатом Милли Меджлиса Азербайджана седьмого созыва, первое заседание которого состоялось 23 сентября 2024 года. 8 октября 2024 года был избран руководителем рабочей группы межпарламентских связей Азербайджан — Украина. Член комитета по экономической политике, промышленности и предпринимательству и член комитета по культуре.

## Награды
- Орден «За заслуги» (Украина) III степени[6];